# FC Twente in het seizoen 2018/19 (vrouwen)
Het seizoen 2018/2019 was het 12e jaar in het bestaan van de Enschedese vrouwenvoetbalclub FC Twente. De club kwam uit in de Eredivisie en eindigde op de eerste plaats, het was het zesde landskampioenschap van de club. In het toernooi om de KNVB beker reikte de ploeg tot de halve finale. Hierin was AFC Ajax, na verlenging, te sterk met 3–2.

## Selectie
| Keepers       |                      |                            |
| 1             | Vlag van België      | Nicky Evrard               |
| 16            | Vlag van Nederland   | Daphne van Domselaar       |
| 23            | Vlag van Nederland   | Lois Niënhuis              |
| Verdedigers   |                      |                            |
| 2             | Vlag van Nederland   | Maud Roetgering            |
| 3             | Vlag van Nederland   | Myrthe Moorrees            |
| 4             | Vlag van Nederland   | Suzanne Giesen             |
| 12            | Vlag van Nederland   | Lynn Wilms                 |
| 15            | Vlag van Nederland   | Lotte Jansen               |
| 23            | Vlag van Nederland   | Lysanne van der Wal        |
| 28            | Vlag van Nederland   | Sophie Pieterson           |
| Middenvelders |                      |                            |
| 6             | Vlag van Nederland   | Cheyenne van den Goorbergh |
| 8             | Vlag van Nederland   | Sisca Folkertsma           |
| 10            | Vlag van België      | Jassina Blom               |
| 14            | Vlag van Nederland   | Licia Darnoud              |
| 14            | Vlag van Nederland   | Naomi Hilhorst             |
| 18            | Vlag van Nederland   | Anne Bhagerath             |
| 20            | Vlag van Nederland   | Tess Kleinsman             |
| 31            | Vlag van Nederland   | Ella Peddemors             |
| Aanvallers    |                      |                            |
| 7             | Vlag van Nederland   | Ashleigh Weerden           |
| 9             | Vlag van Nederland   | Joëlle Smits               |
| 11            | Vlag van Nederland   | Renate Jansen              |
| 19            | Vlag van Tunesië     | Sabrine Ellouzi            |
| 21            | Vlag van Nederland   | Bente Jansen               |
| 26            | Vlag van Zwitserland | Nina Stapelfeldt           |

## Wedstrijdstatistieken

### Eredivisie
|       | Achilles '29 | ADO Den Haag | AFC Ajax | Alkmaar | Excelsior | sc Heerenveen | PEC Zwolle | PSV   |
| ----- | ------------ | ------------ | -------- | ------- | --------- | ------------- | ---------- | ----- |
| Thuis | 4 – 0        | 5 – 1        | 2 – 2    | 4 – 2   | 6 – 1     | 0 – 0         | 4 – 0      | 1 – 0 |
| Uit   | 0 – 8        | 3 – 1        | 1 – 2    | 0 – 5   | 1 – 3     | 0 – 2         | 4 – 2      | 3 – 3 |

| Speelronde 1                              | FC Twente | 1 – 0 (1 – 0) | PSV                                                                                         |  |
| Plaats: Enschede Sportpark 't Wilbert     | Renate Jansen 45'                                                                                                 |               |                                                                                             |  |
| Speelronde 2                              | PEC Zwolle | 4 – 2 (1 – 2) | FC Twente                                                                                   |  |
| Plaats: Zwolle MAC³PARK stadion           | Babiche Roof 7' (pen.), 86' Bonita Theunissen 65' Maud Asbroek 82'                                                |               | 13' (pen.) Myrthe Moorrees 36' Sisca Folkertsma                                             |  |
| Speelronde 3                              | FC Twente | 2 – 2 (0 – 2) | AFC Ajax                                                                                    |  |
| Plaats: Enschede Sportpark 't Wilbert     | Renate Jansen 71', 74'                                                                                            |               | 2', 40' Ellen Jansen                                                                        |  |
| Speelronde 4                              | ADO Den Haag | 3 – 1 (1 – 0) | FC Twente                                                                                   |  |
| Plaats: Den Haag Cars Jeans Stadion       | Maartje Looijen 20' Lynn Wilms 77' (e.d.) Chasity Grant 84'                                                       |               | 54' Renate Jansen                                                                           |  |
| Speelronde 5                              | VV Alkmaar | 0 – 5 (0 – 2) | FC Twente                                                                                   |  |
| Plaats: Alkmaar Sportpark Robonsbosweg    | |               | 21' Suzanne Giesen 45+1' Joëlle Smits 59' Ashleigh Weerden 74', 81' Bente Jansen            |  |
| Speelronde 6                              | FC Twente | 0 – 0 (0 – 0) | Sc Heerenveen                                                                               |  |
| Plaats: Enschede Sportpark 't Wilbert     | |               |                                                                                             |  |
| Speelronde 7                              | Excelsior Rotterdam                                                                                               | 1 – 3 (1 – 0) | FC Twente                                                                                   |  |
| Plaats: Rotterdam Woudestein              | Eline Koster 45+2'                                                                                                |               | 72' Jassina Blom 87' Myrthe Moorrees 90+4' Renate Jansen                                    |  |
| Speelronde 9                              | Achilles '29 | 0 – 8 (0 – 2) | FC Twente                                                                                   |  |
| Plaats: Groesbeek Sportpark de Heikant    | |               | 22' Bente Jansen 43', 46', 80' Renate Jansen 54', 57', 83' Joëlle Smits 75' Sabrine Ellouzi |  |
| Speelronde 10                             | PSV | 3 – 3 (0 – 2) | FC Twente                                                                                   |  |
| Plaats: Eindhoven PSV Campus De Herdgang  | Kayleigh van Dooren 57' Katja Snoeijs 63' Aniek Nouwen 90+1'                                                      |               | 2', 5' Renate Jansen 52' Joëlle Smits                                                       |  |
| Speelronde 11                             | FC Twente | 4 – 0 (1 – 0) | PEC Zwolle                                                                                  |  |
| Plaats: Enschede Sportpark 't Wilbert     | Ashleigh Weerden 2' Joëlle Smits 58', 90' Myrthe Moorrees 60'                                                     |               |                                                                                             |  |
| Speelronde 12                             | AFC Ajax | 1 – 2 (0 – 1) | FC Twente                                                                                   |  |
| Plaats: Amsterdam Sportpark De Toekomst   | Vanity Lewerissa 84'                                                                                              |               | 43', 89' Joëlle Smits                                                                       |  |
| Speelronde 13                             | FC Twente | 4 – 0 (1 – 0) | ADO Den Haag                                                                                |  |
| Plaats: Enschede Sportpark 't Wilbert     | Sisca Folkertsma 4' Joëlle Smits 14', 48', 69', 77'                                                               |               | 61' Romy Speelman                                                                           |  |
| Speelronde 14                             | FC Twente | 4 – 2 (2 – 0) | VV Alkmaar                                                                                  |  |
| Plaats: Enschede Sportpark 't Wilbert     | Joëlle Smits 15', 90+2' Lynn Wilms 41' Ashleigh Weerden 57'                                                       |               | 64', 72' Simone Kets                                                                        |  |
| Speelronde 15                             | Sc Heerenveen | 0 – 2 (0 – 2) | FC Twente                                                                                   |  |
| Plaats: Heerenveen Sportpark Skoatterwald | |               | 61', 90+2' Joëlle Smits                                                                     |  |
| Speelronde 16                             | FC Twente | 6 – 1 (4 – 0) | Excelsior Rotterdam                                                                         |  |
| Plaats: Enschede Sportpark 't Wilbert     | Van den Goorbergh 25' Bente Jansen 27' Lynn Wilms 30' Sisca Folkertsma 34' Myrthe Moorrees 68' Anne Bhagerath 77' |               | 90+3' Sherallin Henriquez                                                                   |  |
| Speelronde 16                             | FC Twente | 4 – 0 (2 – 0) | Achilles '29                                                                                |  |
| Plaats: Enschede Sportpark 't Wilbert     | Sisca Folkertsma 4' Jassina Blom 35' Renate Jansen 76' Amber Mutsaers 82' (e.d.)                                  |               |                                                                                             |  |

#### Kampioensgroep 1–5
|       | ADO Den Haag | AFC Ajax | PEC Zwolle | PSV   |
| ----- | ------------ | -------- | ---------- | ----- |
| Thuis | 2 – 0        | 1 – 1    | 3 – 1      | 1 – 1 |
| Uit   | 1 – 3        | 2 – 0    | 1 – 5      | 2 – 3 |

| Speelronde 1                             | FC Twente                                            | 2 – 0 (0 – 0) | ADO Den Haag                                                 |  |
| Plaats: Enschede Sportpark 't Wilbert    | Renate Jansen 68' Joëlle Smits 90+4'                 |               | Sharon Kok                                                   |  |
| Speelronde 3                             | PEC Zwolle                                           | 1 – 5 (1 – 3) | FC Twente                                                    |  |
| Plaats: Zwolle MAC³PARK stadion          | Maxime Bennink 44'                                   |               | 12', 61' Joëlle Smits 31', 39', 58' Renate Jansen            |  |
| Speelronde 4                             | FC Twente                                            | 1 – 1 (0 – 1) | PSV                                                          |  |
| Plaats: Enschede Sportpark 't Wilbert    | Bente Jansen 75'                                     |               | 42' Jeslynn Kuijpers                                         |  |
| Speelronde 5                             | AFC Ajax                                             | 2 – 0 (0 – 0) | FC Twente                                                    |  |
| Plaats: Amsterdam Sportpark De Toekomst  | Vanity Lewerissa 63' Marjolijn van den Bighelaar 69' |               |                                                              |  |
| Speelronde 6                             | ADO Den Haag                                         | 1 – 3 (1 – 0) | FC Twente                                                    |  |
| Plaats: Den Haag Cars Jeans Stadion      | Chasity Grant 43'                                    |               | 76' Renate Jansen 84' Ashleigh Weerden 89' Joëlle Smits      |  |
| Speelronde 8                             | FC Twente                                            | 3 – 1 (0 – 1) | PEC Zwolle                                                   |  |
| Plaats: Enschede Sportpark 't Wilbert    | Jassina Blom 47' Joëlle Smits 55', 82'               |               | 29' Babiche Roof                                             |  |
| Speelronde 9                             | PSV                                                  | 2 – 3 (1 – 1) | FC Twente                                                    |  |
| Plaats: Eindhoven PSV Campus De Herdgang | Sara Yuceli 26' Katja Snoeijs 77'                    |               | 19' Renate Jansen 49' (pen.) Joëlle Smits 90+2' Jassina Blom |  |
| Speelronde 10                            | FC Twente                                            | 1 – 1 (0 – 0) | AFC Ajax                                                     |  |
| Plaats: Enschede Sportpark 't Wilbert    | Joëlle Smits 61'                                     |               | 65' Kim Mourmans                                             |  |

### KNVB beker
| Achtste finale                          | SteDoCo                                 | 0 – 3 (0 – ?)               | FC Twente                            |  |
| Plaats: Hoornaar Sportpark SteDoCo      |                                         |                             | –', –' Joëlle Smits Nina Stapelfeldt |  |
| Kwartfinale                             | FC Twente                               | 2 – 1 (0 – 0)               | sc Heerenveen                        |  |
| Plaats: Enschede Sportpark 't Wilbert   | Joëlle Smits 51' Jassina Blom 85'       | Wedstrijdverslag            | 73' Suzanne Admiraal                 |  |
| Halve finale                            | AFC Ajax                                | 3 – 2 (0 – 0) na verlenging | FC Twente                            |  |
| Plaats: Amsterdam Sportpark De Toekomst | Ellen Jansen 81' Linda Bakker 87', 114' |                             | 52', 66' Joëlle Smits                |  |

## Statistieken FC Twente 2018/2019

### Eindstand FC Twente in de Nederlandse Eredivisie Vrouwen 2018 / 2019
| Stand | Gespeeld | Gewonnen | Gelijk | Verloren | Punten | Doelpunten voor | Doelpunten tegen | Gele kaarten | Rode kaarten |
| ----- | -------- | -------- | ------ | -------- | ------ | --------------- | ---------------- | ------------ | ------------ |
| 2e    | 16       | 11       | 3      | 2        | 36     | 52              | 18               | 9            | 0            |

### Eindstand FC Twente in de kampioensgroep 1–5 2018 / 2019
| Stand | Gespeeld | Gewonnen | Gelijk | Verloren | Punten | Doelpunten voor | Doelpunten tegen | Gele kaarten | Rode kaarten |
| ----- | -------- | -------- | ------ | -------- | ------ | --------------- | ---------------- | ------------ | ------------ |
| 1e    | 8        | 5        | 2      | 1        | 35     | 18              | 9                | 4            | 0            |

### Topscorers
| #      | Naam                       | Goal |
| ------ | -------------------------- | ---- |
| 1.     | Joëlle Smits               | 25   |
| 2.     | Renate Jansen              | 18   |
| 3.     | Bente Jansen               | 5    |
| 4.     | Jassina Blom               | 4    |
| 4.     | Myrthe Moorrees            | 4    |
| 4.     | Ashleigh van Weerden       | 4    |
| 5.     | Sisca Folkertsma           | 3    |
| 6.     | Lynn Wilms                 | 2    |
| 7.     | Anne Bhagerath             | 1    |
| 7.     | Sabrine Ellouzi            | 1    |
| 7.     | Suzanne Giesen             | 1    |
| 7.     | Cheyenne van den Goorbergh | 1    |
| Totaal | Totaal                     | 70   |

| #      | Naam             | Goal |
| ------ | ---------------- | ---- |
| 1.     | Joëlle Smits     | 5    |
| 2.     | Jassina Blom     | 1    |
| 2.     | Nina Stapelfeldt | 1    |
| Totaal | Totaal           | 9    |

### Kaarten
| #      | Naam                       | Kreeg geel |
| ------ | -------------------------- | ---------- |
| 1.     | Licia Darnoud              | 2          |
| 1.     | Myrthe Moorrees            | 2          |
| 1.     | Joëlle Smits               | 2          |
| 2.     | Nicky Evrard               | 1          |
| 2.     | Suzanne Giesen             | 1          |
| 2.     | Cheyenne van den Goorbergh | 1          |
| 2.     | Bente Jansen               | 1          |
| 2.     | Maud Roetgering            | 1          |
| 2.     | Lysanne van der Wal        | 1          |
| 2.     | Lynn Wilms                 | 1          |
| Totaal | Totaal                     | 13         |

| #      | Naam           | Kreeg voor de tweede keer geel en dus rood |
| ------ | -------------- | ------------------------------------------ |
| –      | Geen speelster | 0                                          |
| Totaal | Totaal         | 0                                          |

| #      | Naam           | Weggestuurd |
| ------ | -------------- | ----------- |
| –      | Geen speelster | 0           |
| Totaal | Totaal         | 0           |